# Jean-Jacques Mandrichi
Jean-Jacques Mandrichi (Bastia, 3 giugno 1984) è un ex calciatore francese, di ruolo attaccante.

## Carriera

### Club
Entra nel calcio professionistico in Ligue 1 all'età di 21 anni con la prima squadra dell'Ajaccio disputando una stagione con 17 presenze di cui 6 da titolare.
Al termine della stagione la sua squadra retrocede e rimane in Ligue 2 dove negli anni successivi ha segnato vari gol.
Dopo essere passato in prestito per la seconda parte della stagione del 2009 al Nîmes, rimane presso questa formazione anche l'anno successivo andando a segno 10 volte in 35 partite. Tocca di nuovo la stessa cifra di gol segnati anche nella stagione successiva quando passa a titolo definitivo al Grenoble, sempre in Ligue 2.
Il 30 luglio 2011 passa a titolo definitivo al Nantes, firmando un contratto di due anni nonostante venga ben presto duramente criticato dal proprietario del club Waldemar Kita.
Il 4 ottobre 2011 l'attaccante ed il club decidono che il contratto sarebbe scaduto il successivo luglio e non sarebbe stato rinnovato.
La stagione successiva è passato tra le file dello Châteauroux, con un contratto definitivo di due anni.
L'attaccante, che non trova molto spazio, decide in seguito di trasferirsi presso il Gazelec Ajaccio per la stagione 2012-2013, firmando un nuovo contratto con la seconda formazione di Ajaccio neo promossa in Ligue 2.